# Brouthières
Brouthières est une ancienne commune française du département de la Haute-Marne en région Grand Est. Elle est associée à la commune de Thonnance-les-Moulins depuis 1973.

## Géographie

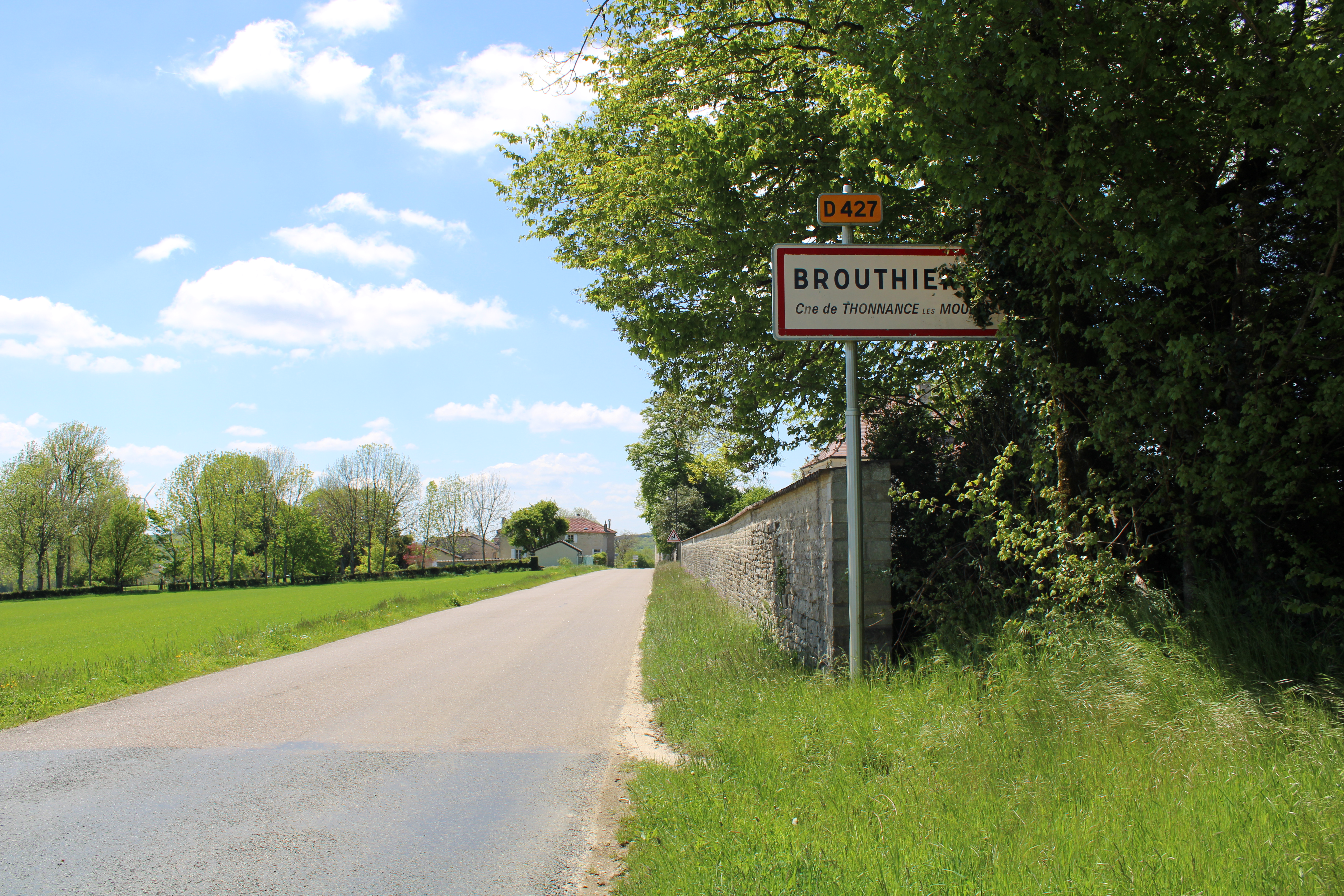
Entrée de Brouthières par la route D427.

## Histoire
En 1789, ce hameau fait partie de la province de Champagne dans le bailliage de Chaumont, la prévôté d'Andelot et la châtellenie de Joinville.
Le 1er août 1973, la commune de Brouthières est rattachée à celle de Thonnance-les-Moulins sous le régime de la fusion-association.

## Politique et administration
| Période                                  | Période  | Identité         | Étiquette | Qualité |
| ---------------------------------------- | -------- | ---------------- | --------- | ------- |
| avant 2002                               | ?        | Dominique MULLER |           |         |
|                                          | En cours | Raymond BORNOT   |           |         |
| Les données manquantes sont à compléter. |          |                  |           |         |

## Démographie
| 1793 | 1800 | 1806 | 1821 | 1831 | 1836 | 1841 | 1846 | 1851 |
| ---- | ---- | ---- | ---- | ---- | ---- | ---- | ---- | ---- |
| 73   | 105  | 102  | 97   | 90   | 89   | 90   | 85   | 90   |

| 1856 | 1861 | 1866 | 1872 | 1876 | 1881 | 1886 | 1891 | 1896 |
| ---- | ---- | ---- | ---- | ---- | ---- | ---- | ---- | ---- |
| 82   | 76   | 70   | 77   | 78   | 89   | 92   | 68   | 51   |

| 1901 | 1906 | 1911 | 1921 | 1926 | 1931 | 1936 | 1946 | 1954 |
| ---- | ---- | ---- | ---- | ---- | ---- | ---- | ---- | ---- |
| 52   | 50   | 41   | 53   | 30   | 32   | 27   | 16   | 16   |

| 1962 | 1968 | - | - | - | - | - | - | - |
| ---- | ---- | - | - | - | - | - | - | - |
| 17   | 18   | - | - | - | - | - | - | - |

## Lieux et monuments
- Château du XVIIIe siècle, partiellement inscrit MH[3]
- Église Saint-Jean-Baptiste du XIXe siècle

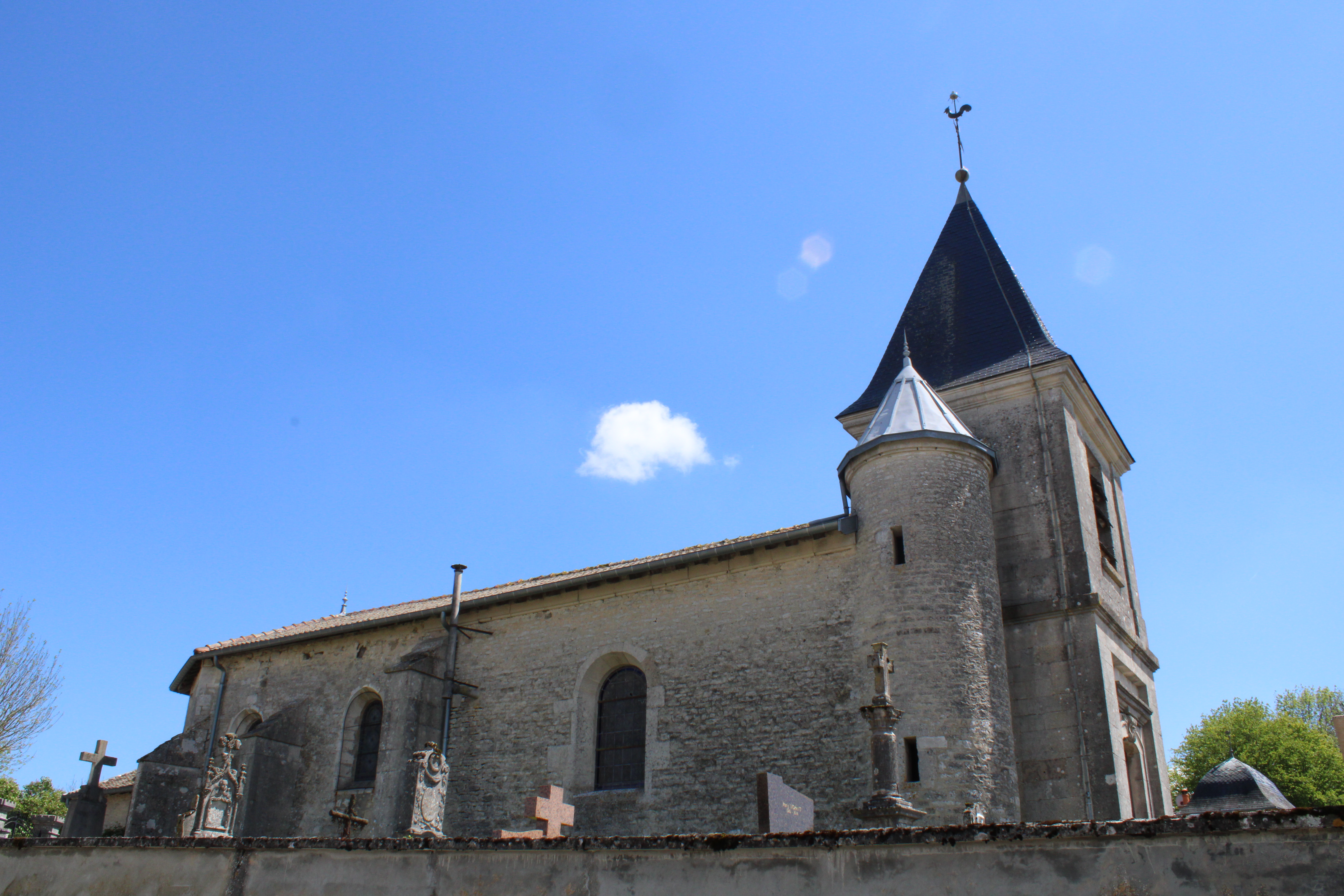
Église Saint-Jean-Baptiste.

- Lavoir couvert (n'est plus alimenté)